# Mihret Topčagić
Mihret Topčagić (* 21. Juni 1988 in Gračanica) ist ein österreichischer Fußballspieler bosnischer Herkunft auf der Position eines Stürmers.

## Karriere
Topčagić begann seine Karriere 1994 beim ASKÖ St. Michael ob Bleiburg in Kärnten. 2003 wechselte er zum FC Kärnten, wo er 2007 in die erste Mannschaft geholt wurde. Dort gab er sein Debüt in der zweithöchsten österreichischen Spielklasse am 26. Oktober 2007 gegen den ASK Schwadorf unter Trainer Nenad Bjelica. Der Stürmer wurde in der 73. Minute für den Tschechen Michal Kordula eingewechselt. Das Spiel im Sportzentrum Fischl in Klagenfurt wurde 0:1 verloren. Nach dem Abstieg blieb Topčagić den FC treu und wechselte erst nach dem Konkurs zum FC Admira Wacker Mödling.
Dort spielte er parallel in der ersten und zweiten Mannschaft, wobei er mit dem Wechsel in die zweithöchste österreichische Spielklasse zurückkehrte. Nach dem Aufstieg der Admiraner 2010/11 wechselte er ligaintern zum Wolfsberger AC, mit welchen er das Kunststück schaffte in der darauffolgenden Saison wieder den Aufstieg zu schaffen.
Sein Debüt in der höchsten österreichischen Spielklasse gab er, wiederum unter Bjelica, am 25. Juli 2012 gegen den FK Austria Wien, als er 78. Minute für Stephan Stückler eingewechselt wurde. Das Spiel in der Lavanttal-Arena wurde 0:1 verloren. Sein erstes Bundesligator gelang dem Stürmer am 15. September 2012 beim 6:0-Erfolg daheim gegen den SC Wiener Neustadt. Nach zweieinhalb Jahren bei Wolfsberg und 79 absolvierten Spielen in der höchsten österreichischen Spielklasse wurde im Jänner 2014 bekannt, dass Topčagić seine Karriere beim kasachischen Verein Schachtjor Qaraghandy in der Premjer-Liga fortsetzt.
Im Jänner 2016 kehrte er nach Österreich zum SCR Altach zurück. Er unterschrieb einen bis 2017 gültigen Vertrag. Zur Saison 2016/17 kehrte er zum Ligakonkurrenten Wolfsberger AC zurück, bei dem er einen bis Juni 2018 gültigen Vertrag erhielt. Nach der Saison 2017/18 verließ er den WAC und wechselte nach Litauen zu Sūduva Marijampolė. Im Dezember 2020 löste er seinen Vertrag bei Sūduva auf. In zweieinhalb Jahren in Litauen kam er zu 45 Einsätzen in der A lyga, in denen er 25 Tore erzielte und damit vier nationale Titel gewann.
Daraufhin wechselte er im Jänner 2021 nach Kroatien zum NK Osijek, bei dem er einen bis Juni 2022 laufenden Vertrag erhielt. In zweieinhalb Jahren in Osijek kam er zu 32 Einsätzen in der 1. HNL, in denen er viermal traf. Nach der Saison 2022/23 verließ er die Kroaten. Nach einem halben Jahr ohne Klub beendete er im Jänner 2024 seine Profikarriere und kehrte nach Österreich zurück, wo er sich dem viertklassigen KAC 1909 anschloss.

## Erfolge
- Litauischer Meister: 2018, 2019
- Litauischer Pokalsieger: 2019
- Litauischer Superpokalsieger: 2019